# Discografia de Kyary Pamyu Pamyu
A discografia de Kyary Pamyu Pamyu (estilizado como Kyarypamyupamyu), uma artista musical Japonesa, consiste em quatro álbuns de estúdio, um extended play (EP), um álbum de covers e seis álbuns de vídeo; além de quinze singles, contando os promocionais, e dezessete vídeos musicais. Kyary Pamyu Pamyu  se estreou em 2011, sob a sub-gravadora da Warner Music Japan, Unborde, produzida por Yasutaka Nakata, da dupla eletrônica Capsule. Seus álbuns foram lançados mundialmente, com sucesso internacional em países como Bélgica, Coreia do Sul e Taiwan.
Kyary Pamyu Pamyu lançou vários produtos antes de sua estreia major oficial sob a Warner. Em 2005, lançou um DVD idol aos 12 anos de idade sob seu nome real, Kiriko Takemura. Em 2010, sob o nome Kyary, lançou dois singles digitais como parte do projeto de músicos do ensino médio da avex, highschoolsinger.jp. Em 2011, Kyary Pamyu Pamyu produziu um álbum com versões cover de canções do Studio Ghibli, eletronicamente, por uma variedade de músicos.
Seu segundo álbum, Nanda Collection (2013), estreou em 1° no Japão, tendo sido certificado com Platina pela RIAJ. Todas as cinco canções do álbum lançadas como single também foram certificadas, com "Ninjari Bang Bang" certificado com Duplo Platina por downloads legais feitos via computador.
No último dia (20/08/2016) da sua terceira turnê mundial, 5iveYEARS MONSTER World Tour 2016, Kyary anunciou que, no dia 9 de novembro de 2016, seria lançado um novo single, e terá uma participação de um outro artista. Entretanto, a data de lançamento do single, intitulado "Crazy Crazy", que vem em nome do seu produtor, Yasutaka Nakata, passou para o dia 18 de janeiro de 2017. "Crazy Crazy" terá também a participação vocal de Charli XCX.

## Álbuns

### Álbuns de estúdio
| Ano  | Detalhes do álbum | Desempenho nas paradas musicais | Desempenho nas paradas musicais | Desempenho nas paradas musicais | Desempenho nas paradas musicais | Desempenho nas paradas musicais | Desempenho nas paradas musicais | Desempenho nas paradas musicais | Vendas (Japão) | Certificações (RIAJ) |  |
| Ano  | Detalhes do álbum | JPN Oricon                      | JPN Billboard                   | BEL (Val.)                      | COR Overseas                    | TWN                             | TWN East Asian                  | EUA World                       | Vendas (Japão) | Certificações (RIAJ) |  |
| ---- | --- | ------------------------------- | ------------------------------- | ------------------------------- | ------------------------------- | ------------------------------- | ------------------------------- | ------------------------------- | -------------- | -------------------- |  |
| 2012 | Pamyu Pamyu Revolution (ぱみゅぱみゅレボリューション) - Lançado: 23 de maio de 2012 - Gravadora: Unborde - Formato(s): CD, CD/DVD, download digital | 2                               | 3                               | 176                             | —                               | 19                              | 3                               | —                               | 163,000        | Ouro                 |  |
| 2013 | Nanda Collection (なんだこれくしょん) - Lançado: 26 de junho de 2013 - Gravadora: Unborde - Formato(s): CD, CD/DVD, download digital                | 1                               | 1                               | —                               | —                               | —                               | 7                               | 2                               | 268,000        | Platina              |  |
| 2014 | Pika Pika Fantajin (ピカピカふぁんたじん) - Lançado: 9 de julho de 2014 - Gravadora: Unborde - Formato(s): CD, CD/DVD, download digital             | 1                               | 1                               | —                               | 36                              | —                               | —                               | 9                               | 74,000         | Ouro                 |  |
| 2018 | Japamyu (じゃぱみゅ) - Lançado: 26 de setembro de 2018 - Gravadora: Unborde - Formato(s): CD, CD/DVD, download digital                              | por anunciar                    | por anunciar                    | por anunciar                    | por anunciar                    | por anunciar                    | por anunciar                    | por anunciar                    | por anunciar   | por anunciar         |  |

### Extended plays(EP)
| Ano  | Detalhes do EP | Desempenho nas paradas | Desempenho nas paradas | Vendas (Japão)  | Vendas (Japão) |
| Ano  | Detalhes do EP | JPN Oricon             | JPN Billboard          | Primeira semana | Total          |
| ---- | --- | ---------------------- | ---------------------- | --------------- | -------------- |
| 2011 | Moshi Moshi Harajuku (もしもし原宿) - Lançado: 17 de agosto de 2011 - Gravadora: Unborde - Formato(s): CD, download digital | 18                     | 15                     | 6,311           | 25,684         |

### Álbuns decovers
| Ano  | Detalhes do álbum | Desempenho nas paradas |
| Ano  | Detalhes do álbum | JPN Oricon             |
| ---- | --- | ---------------------- |
| 2011 | Kyary Pamyu Pamyu no Ghibli Set (きゃりーぱみゅぱみゅのジブリセット) - Lançado: 8 de junho de 2011 - Gravadora: AsobiMusic, Universal - Formato(s): CD, download digital | —                      |

### Box sets
| Ano  | Detalhes do álbum | Desempenho nas paradas |
| Ano  | Detalhes do álbum | JPN Oricon             |
| ---- | --- | ---------------------- |
| 2012 | Pamyu Pamyu Evolution (Otona Tachi no Mikata Box) (ぱみゅぱみゅエボリューション (大人たちの味方BOX)) - Lançado: 19 de dezembro de 2012 - Gravadora: Unborde - Formato(s): 4 CDs + 5 Photobooks + 10 adesivos | 114                    |

### Álbuns decompilação
| Ano  | Detalhes do álbum                                                                                        | Desempenho nas paradas |
| Ano  | Detalhes do álbum                                                                                        | JPN Oricon             |
| ---- | --- | ---------------------- |
| 2016 | KPP BEST - Lançado: 25 de maio de 2016 - Gravadora: Unborde - Formato(s): 3CD+DVD, 2CD, download digital | 2                      |

## Singles
| Título | Ano  | Desempenho nas paradas musicais | Desempenho nas paradas musicais | Desempenho nas paradas musicais | Desempenho nas paradas musicais | Vendas (Japão) | Certificações (RIAJ) | Álbum                                         |
| Título | Ano  | JPN Oricon | JPN Hot 100 | TWN East Asian | EUA World | Vendas (Japão) | Certificações (RIAJ) | Álbum                                         |
| --- | ---- | --- | --- | --- | --- | --- | --- | --------------------------------------------- |
| "PonPonPon"                                                                                                | 2011 | — | 9 | — | — | | Platina (digital) | Moshi Moshi Harajuku / Pamyu Pamyu Revolution |
| "Tsukema Tsukeru" (つけまつける, "Colocando Cílios Postiços")                                              | 2012 | 7 | 2 | — | 8 | 34,000 | Platina (PC) Ouro (celular) | Pamyu Pamyu Revolution                        |
| "Candy Candy"                                                                                              | 2012 | 8 | 2 | — | — | 17,000 | Ouro (PC) | Pamyu Pamyu Revolution                        |
| "Fashion Monster" (ファッションモンスター, Fasshon Monsutā)                                                | 2012 | 5 | 2 | 8 | 8 | 47,000 | Platina (PC) | Nanda Collection                              |
| "Kimi ni 100 Percent" (キミに100パーセント, "100% Para Você")                                              | 2013 | 3 | 3 | 6 | — | 34,000 | Ouro (digital) | Nanda Collection                              |
| "Furisodation" (ふりそでーしょん, Furisodēshon)                                                            | 2013 | 3 | 6 | 6 | — | 34,000 | Ouro (PC) | Nanda Collection                              |
| "Ninjari Bang Bang" (にんじゃりばんばん, Ninjaribanban)                                                    | 2013 | 3 | 1 | 12 | — | 51,000 | 2× Platina (PC) Ouro (celular) | Nanda Collection                              |
| "Invader Invader" (インベーダーインベーダー, Inbēdā Inbēdā)                                                | 2013 | 6 | 3 | 12 | — | 25,000 | Platina (digital) | Nanda Collection                              |
| "Mottai Night Land" (もったいないとらんど, "Desperdício na Terra da Noite")                                | 2013 | 8 | 4 | 13 | — | 30,000 | Ouro (digital) | Pika Pika Fantajin                            |
| "Yume no Hajima Ring Ring" (ゆめのはじまりんりん, "O Início de Um Sonho")                                  | 2014 | 11 | 3 | — | — | 18,000 | | Pika Pika Fantajin                            |
| "Family Party" (ファミリーパーティー, Famirī Pātī)                                                         | 2014 | 2 | 4 | — | — | 21,000 | | Pika Pika Fantajin                            |
| "Kira Kira Killer" (きらきらキラー, Kirakira Kirā, "Assassino Cintilante")                                 | 2014 | — | — | 10 | — | 7,777 | | Pika Pika Fantajin                            |
| "Mondai Girl" (もんだいガール, "Garota Problema")                                                          | 2015 | 6 | 2 | 11 | — | 20,000 | Ouro (digital) | KPP BEST                                      |
| "Crazy Party Night (Pumpkin no Gyakushū)" (Crazy Party Night ~ぱんぷきんの逆襲~?,''Abóbora Contra-Ataca'') | 2015 | 12 | 12 | 8 | — | 13,000 | | KPP BEST                                      |
| "Sai & Co" (最＆高, Sai & Kō)                                                                              | 2016 | 16 | 11 | — | — | 7,500 | | KPP BEST                                      |
| "Harajuku Iyahoi" (原宿いやほい)                                                                           | 2017 | 15 | 35 | — | — | 3,928 | | Japamyu                                       |
| "Easta" (良すた)                                                                                           | 2017 | 15 | 17 | — | — | 4,440 | | Japamyu                                       |
| "Kimi no Mikata" (きみのみかた, "Sua Atitude")                                                             | 2018 | data-sort-value="" style="background: #DDF; color: #2C2C2C; vertical-align: middle; text-align: center; " class="no table-no2" \| ASA | data-sort-value="" style="background: #DDF; color: #2C2C2C; vertical-align: middle; text-align: center; " class="no table-no2" \| ASA | data-sort-value="" style="background: #DDF; color: #2C2C2C; vertical-align: middle; text-align: center; " class="no table-no2" \| ASA | data-sort-value="" style="background: #DDF; color: #2C2C2C; vertical-align: middle; text-align: center; " class="no table-no2" \| ASA | data-sort-value="" style="background: #DDF; color: #2C2C2C; vertical-align: middle; text-align: center; " class="no table-no2" \| ASA | data-sort-value="" style="background: #DDF; color: #2C2C2C; vertical-align: middle; text-align: center; " class="no table-no2" \| ASA | Japamyu                                       |
| "Kizunami" (キズナミ)                                                                                      | 2018 | data-sort-value="" style="background: #DDF; color: #2C2C2C; vertical-align: middle; text-align: center; " class="no table-no2" \| ASA | data-sort-value="" style="background: #DDF; color: #2C2C2C; vertical-align: middle; text-align: center; " class="no table-no2" \| ASA | data-sort-value="" style="background: #DDF; color: #2C2C2C; vertical-align: middle; text-align: center; " class="no table-no2" \| ASA | data-sort-value="" style="background: #DDF; color: #2C2C2C; vertical-align: middle; text-align: center; " class="no table-no2" \| ASA | data-sort-value="" style="background: #DDF; color: #2C2C2C; vertical-align: middle; text-align: center; " class="no table-no2" \| ASA | data-sort-value="" style="background: #DDF; color: #2C2C2C; vertical-align: middle; text-align: center; " class="no table-no2" \| ASA | Japamyu                                       |
| "Kimi ga Iine Kuretara" (きみがいいねくれたら)                                                             | 2019 | ASA | ASA | ASA | ASA | ASA | ASA | ASA                                           |
| "—" denota um lançamento que não entrou na parada musical, ou não foi lançado naquele país.                |      | | | | | | |                                               |

### Singlespromocionais
| Título                                                                              | Ano  | Desempenho nas paradas musicais | Desempenho nas paradas musicais | Álbum                                               |
| Título                                                                              | Ano  | JPN Hot 100                     | RIAJ Digital Track Chart        | Álbum                                               |
| ----------------------------------------------------------------------------------- | ---- | ------------------------------- | ------------------------------- | --------------------------------------------------- |
| "Miracle Orange" (ミラクルオレンジ, Mirakuru Orenji) (lançado sob o nome Kyary)     | 2010 | —                               | —                               | Singles não inclusos em álbuns                      |
| "Loveberry" (ラブベリー, Rabuberī)                                                  | 2010 | —                               | —                               | Singles não inclusos em álbuns                      |
| "Jelly"                                                                             | 2011 | —                               | —                               | Moshi Moshi Harajuku                                |
| "Kyary Anan" (きゃりーANAN, Kyarī Anan)                                             | 2011 | —                               | 34                              | "Tsukema Tsukeru" (single) / Pamyu Pamyu Revolution |
| "Onedari 44°C" (おねだり44℃, "Implorando 44°C")                                     | 2012 | 71                              | —                               | Pamyu Pamyu Revolution                              |
| "Suki Sugite Kiresō" (スキすぎてキレそう, "Lhe Amando Tanto que Posso Ficar Louca") | 2012 | —                               | 96                              | Pamyu Pamyu Revolution                              |
| "Minna no Uta" (みんなのうた, "Canção de Todos")                                    | 2012 | —                               | —                               | Pamyu Pamyu Revolution                              |
| "Super Scooter Happy"                                                               | 2013 | —                               | —                               | Nanda Collection                                    |
| "Serious Hitomi" (シリアスひとみ, "Olhos Sérios")                                   | 2014 | —                               | —                               | Pika Pika Fantajin                                  |
| "Ring a Bell"                                                                       | 2014 | —                               | —                               | Pika Pika Fantajin                                  |
| "—" denota canções que não figuraram nas paradas musicais.                          |      |                                 |                                 |                                                     |

### Outras aparições
| Ano  | Título                                                             | Álbum                                                  |
| ---- | ------------------------------------------------------------------ | ------------------------------------------------------ |
| 2013 | "Into Darkness" (Yasutaka Nakata com Kyary Pamyu Pamyu)            | Star Trek Into Darkness: Music from the Motion Picture |
| 2016 | "Feel" (entre Unborde All Stars)                                   | Feel + unBORDE GREATEST HITS                           |
| 2017 | "Crazy Crazy" (Yasutaka Nakata com Charli XCX & Kyary Pamyu Pamyu) | Digital Native                                         |

## Videografia

### Concertos ao vivo
| Ano  | Detalhes do álbum | Desempenhos nas paradas musicais | Desempenhos nas paradas musicais | Desempenhos nas paradas musicais |
| Ano  | Detalhes do álbum | JPN DVD                          | JPN Blu-ray                      | TWN                              |
| ---- | --- | -------------------------------- | -------------------------------- | -------------------------------- |
| 2013 | Dokidoki Wakuwaku Pamyu Pamyu Revolution Land 2012 in Kira Kira Budokan (ドキドキワクワク ぱみゅぱみゅレボリューションランド 2012 in キラキラ武道館) - Lançado: 13 de fevereiro de 2013 - Gravadora: Warner - Formato(s): DVD, Blu-ray                                                                    | 5                                | 14                               | 8                                |
| 2014 | Kyary Pamyu Pamyu no Magical Wonder Castle (きゃりーぱみゅぱみゅのマジカルワンダーキャッスル , Kyarī Pamyu Pamyu no Majikaru Wandā Kyassuru) - Lançado: 11 de junho de 2014 - Gravadora: Warner - Formato(s): DVD, Blu-ray                                                                                | 6                                | 4                                | —                                |
| 2015 | KPP 2014 JAPAN ARENA TOUR Kyarypamyupamyu no Colorful Panic TOY BOX ((KPP 2014 JAPAN ARENA TOUR きゃりーぱみゅぱみゅのからふるぱにっくTOY BOX , KPP 2014 Japan Arēna Tsuā Kyaripamiyupamyu no Karafuru Panikku Toi Bokkusu) - Lançado: 22 de junho de 2015 - Gravadora: Warner - Formato(s): DVD, Blu-ray | 6                                | 15                               | —                                |
| 2017 | KPP 5IVE YEARS MONSTER World Tour 2016 in Nippon Budokan (KPP Years Monster ワールドツアー2016 in 日本武道館, KPP 5ive Years monsutāwārudotsuā 2016-nen in Nihonbudōkan ) - Lançado: 5 de abril de 2017 - Gravadora: Warner - Formato(s): DVD/Blu-ray, DVD+VR/Blu-ray+VR                                  | 33                               | 27                               | TBA                              |
| 2018 | The Spooky Obakeyashiki: Pumpkins Strike Back - Lançado: 27 de junho de 2018 - Gravadora: Warner - Formato(s): DVD, Blu-ray | TBA                              | TBA                              | TBA                              |

### Coleção de Videoclipes
| Ano  | Detalhes do álbum                                                                          | Desempenhos nas paradas musicais | Desempenhos nas paradas musicais |
| Ano  | Detalhes do álbum                                                                          | JPN DVD                          | JPN Blu-ray                      |
| ---- | ------------------------------------------------------------------------------------------ | -------------------------------- | -------------------------------- |
| 2015 | KPP MV 01 - Lançado: 30 de setembro de 2015 - Gravadora: Warner - Formato(s): DVD, Blu-ray | 9                                | 16                               |

### Documentários e programas de televisão
| Ano  | Detalhes do álbum | Desempenhos nas paradas musicais | Desempenhos nas paradas musicais |
| Ano  | Detalhes do álbum | JPN DVD                          | JPN Blu-ray                      |
| ---- | --- | -------------------------------- | -------------------------------- |
| 2005 | K@sumi Takemura Kiriko Jūni-sai (K＠sumI 竹村桐子12歳, "Névoa: Kiriko Takemura, 12 Anos de Idade") - Lançado: 16 de dezembro de 2005 - Gravadora: Petit-ami Japan - Formato(s): DVD  | —                                | —                                |
| 2012 | Kyary Pamyu Pamyu TV John! (きゃりーぱみゅぱみゅテレビJOHN!, Kyarī Pamyu Pamyu Terebi JON!) - Lançado: 6 de junho de 2012 - Gravadora: Aeon Entertainment - Formato(s): DVD          | 79                               | —                                |
| 2012 | Kyary Pamyu Pamyu TV John! Vol. 2 (きゃりーぱみゅぱみゅテレビJOHN!, Kyarī Pamyu Pamyu Terebi JON! Boryūmu Tsū) - Lançado: 19 de dezembro de 2012 - Gravadora: Aeon - Formato(s): DVD | —                                | —                                |
| 2014 | 100% KPP World Tour 2013 Official Documentary - Lançado: 29 de janeiro de 2014 - Gravadora: Warner - Formato(s): DVD, Blu-ray                                                        | 17                               | 18                               |
| 2014 | Kyary Pamyu Pamyu TV John! Vol. 3 - Lançado: 17 de dezembro de 2014 - Gravadora: Aeon - Formato(s): DVD                                                                              | —                                | —                                |

## Vídeos musicais
| Ano  | Título                                       | Diretor                                             |
| ---- | -------------------------------------------- | --------------------------------------------------- |
| 2011 | "PonPonPon"                                  | Jun Tamukai                                         |
| 2012 | "Tsukema Tsukeru"                            | Jun Tamukai                                         |
| 2012 | "Candy Candy"                                | Jun Tamukai                                         |
| 2012 | "Fashion Monster"                            | Jun Tamukai                                         |
| 2013 | "Furisodeshon"                               | Jun Tamukai                                         |
| 2013 | "Ninja Re Bang Bang"                         | Jun Tamukai                                         |
| 2013 | "Invader Invader"                            | Jun Tamukai                                         |
| 2013 | "Mottai Night Land"                          | Jun Tamukai                                         |
| 2014 | "Yume no Hajima Ring Ring"                   | Jun Tamukai                                         |
| 2014 | "Family Party"                               | Jun Tamukai                                         |
| 2014 | "Kira Kira Killer"                           | Jun Tamukai                                         |
| 2015 | "Mondai Girl"                                | Jun Tamukai                                         |
| 2015 | "Crazy Party Night 〜Pumpkin no Gyakushuu〜" | Yusuke Tanaka (Caviar)                              |
| 2015 | "Cherry Bonbon"                              | Kumiko Iijima                                       |
| 2015 | "Kyary ANAN"                                 | Jun Tamukai                                         |
| 2016 | "Feel"                                       | Tan Shūichi                                         |
| 2016 | "Sai & Co"                                   | Hideyuki Tanaka（Framegraphics）                    |
| 2017 | "Harajuku Iyahoi"                            | Hideyuki Tanaka（Framegraphics）                    |
| 2017 | "Crazy Crazy"                                | Kazuaki Seki                                        |
| 2017 | "Easta"                                      | Eri Sawatari                                        |
| 2018 | "Kimi no Mikata"                             | Jun Tamukai (CONNECTION)                            |
| 2018 | "Koi no Hana"                                | Jun Oshima                                          |
| 2018 | "Kizunami"                                   | Katsuya Sakurai (RectLAB Inc.)                      |
| 2018 | "Oto No Kuni"                                | Fantasista Utamaro (Kotobukisun Inc.) & Satoru Ohno |